# Ansel Adams
Ansel Easton Adams (20 tháng 2 năm 1902 – 22 tháng 4 năm 1984) là một nhà nhiếp ảnh và nhà bảo tồn thiên nhiên người Mỹ. Ông được biết tới nhiều nhất qua các tác phẩm ảnh đen trắng khắc họa miền Tây nước Mỹ đặc biệt là Vườn quốc gia Yosemite. Nhiều bức ảnh của Ansel Adams như The Tetons and the Snake River đến nay vẫn được coi là kiệt tác của nghệ thuật nhiếp ảnh Hoa Kỳ và thế giới. Ông đồng thời cũng là một trong ba người sáng lập Nhóm f/64, sau này là Ban nhiếp ảnh của Museum of Modern Art.

## Tiểu sử
Ansel Adams sinh năm 1902 tại khu Western Addition tại San Francisco, California. Ông là con trai duy nhất trong gia đình thượng lưu gốc Ireland của Charles và Olive Adams. Gia đình nhà Adams làm giàu nhờ công nghiệp chế biến gỗ, về sau khi đã trở thành một nhà bảo tồn thiên nhiên, Ansel Adams lại kịch liệt chỉ trích ngành kinh doanh này vì nó đã dẫn tới sự suy giảm của các cánh rừng gỗ đỏ. Năm lên 4 tuổi, Ansel Adams bị vỡ mũi sau một di chấn của trận động đất San Francisco 1906, chiếc mũi gãy của Adams đã theo ông tới cuối đời. Sau nhiều thất bại trong kinh doanh, gia đình nhà Adams bắt đầu suy sụp từ khoảng năm 1912, Ansel bị buộc phải rời khỏi trường tư và bắt đầu được bố và một người họ hàng dạy ngay tại nhà. Ansel Adams cũng tập luyện piano một cách nghiêm túc với hy vọng trở thành một nghệ sĩ thính phòng của môn nghệ thuật này.
Năm 1916 Ansel Adams có chuyến đi đầu tiên tới Vườn quốc gia Yosemite. Tại đây ông đã bấm máy bức ảnh đầu tiên chụp bằng chiếc máy ảnh do bố ông mua tặng. Năm 1928 ông lập gia đình với Virginia Best, người thừa kế của Best's Studio, một công ty nhiếp ảnh nơi Adams làm việc và điều hành liên tục cho tới năm 1971.

## Sự nghiệp

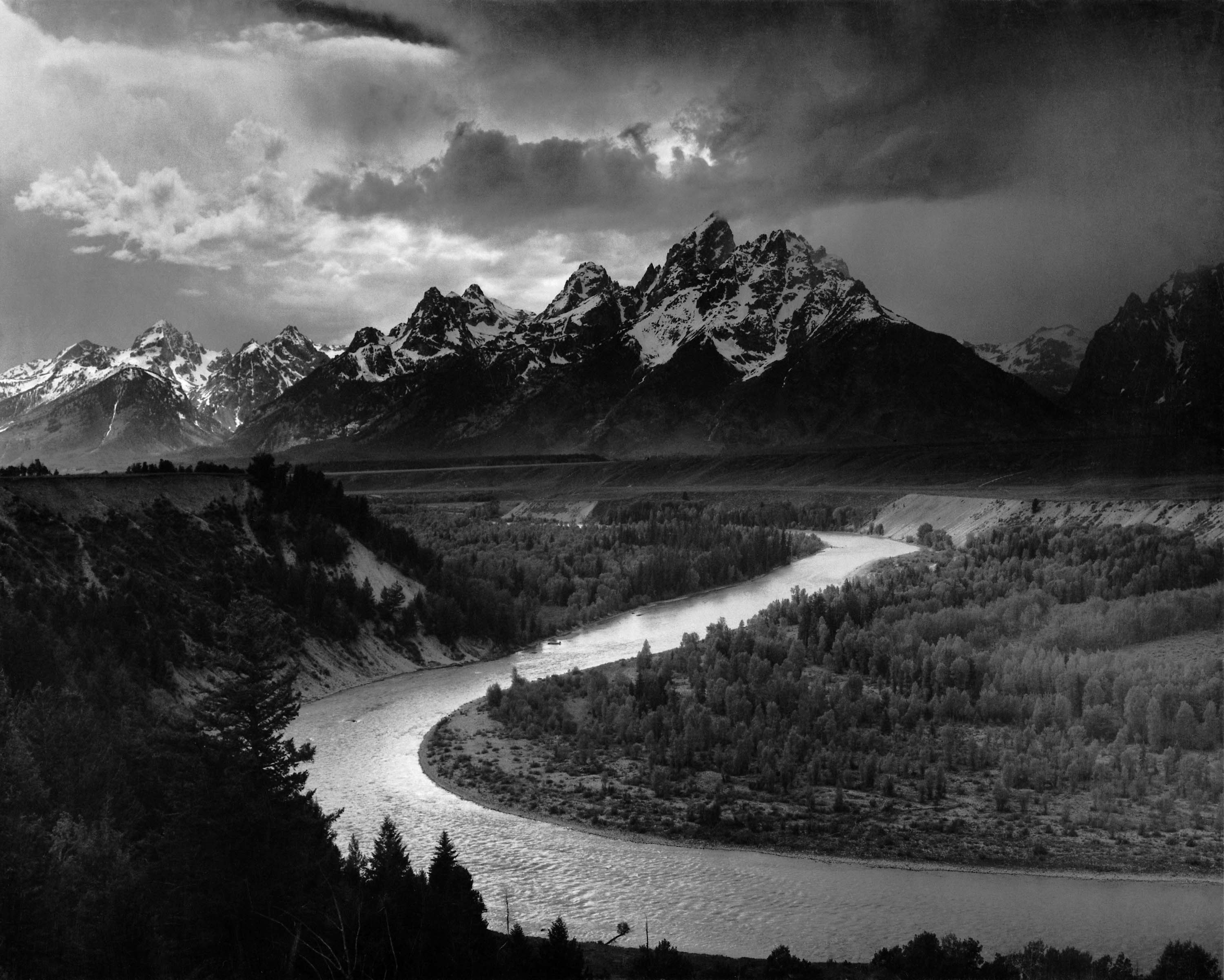
The Tetons and the Snake River (1942).

Năm 1927, Adams cho ra đời bộ ảnh đầu tiên, ngay trong bộ sưu tập này ông đã cho thấy phong cách rất riêng của mình với bức ảnh nổi tiếng Monolith. Thành công thương mại của bộ ảnh đã giúp Adams có được những hợp đồng chụp ảnh thương mại cho các ông chủ giàu có. Trong thập niên 1930, tài năng và danh tiếng của Ansel Adams tiếp tục được khẳng định với các bức ảnh khổ lớn chụp núi non, nhà máy và cả các tác phẩm chụp cận cảnh. Năm 1931, Adams có triển lãm ảnh đầu tiên tại Viện Smithsonian với 60 tác phẩm chụp ở High Sierra, triển lãm này đã được tờ The Washington Post đánh giá rất cao. Năm 1932 ông cùng Imogen Cunningham và Edward Weston thành lập nhóm nhiếp ảnh Group f/64 nhằm theo đuổi nghệ thuật nhiếp ảnh thực sự. Một năm sau Adams mở phòng ảnh riêng tại San Francisco nhưng sau đó ông phải chuyển lại nó cho một nghệ sĩ khác vì quá bận bịu. Trong thời gian khó khăn của nước Mỹ này, Ansel Adams vẫn không quay sang trào lưu nhiếp ảnh "nghệ thuật vị nhân sinh" như một các nhà nhiếp ảnh Dorothea Lange, Walker Evans mà vẫn tập trung mô tả vẻ đẹp của thiên nhiên hoang dã với những bức ảnh xuất sắc như Clearing Winter Storm.
Năm 1940 Ansel Adams đứng ra tổ chức buổi triển lãm A Pageant of Photography, đây là hoạt động nhiếp ảnh lớn nhất ở miền Tây cho tới thời điểm đó, nó thu hút tới hàng triệu khách tham quan. Năm 1941 ông cho ra đời tác phẩm nhiếp ảnh nổi tiếng Moonrise, Hernandez, New Mexico. Năm 1945 ông được mời đứng ra tổ chức khoa mỹ thuật nhiếp ảnh tại Trường Mỹ thuật California (CSFA). Năm 1952 ông trở thành một trong các sáng lập viên của tạp chí nhiếp ảnh Aperture.
Ansel Adams qua đời ngày 22 tháng 4 năm 1984 hưởng thọ 82 tuổi.

## Đóng góp và ghi nhận
Tuy Grand Canyon và Yosemite đã được nhiều nhà nhiếp ảnh khắc họa nhưng chính các tác phẩm đen trắng của Ansel Adams mới làm chúng thực sự trở nên nổi tiếng và trở thành nơi thu hút khách du lịch. Ông là người đi tiên phong của kỹ thuật zone system nhằm nâng cao khả năng kiểm soát của các nhà nhiếp ảnh đối với chất lượng nghệ thuật của các bức ảnh. Năm 1980 ông đã được trao Huân chương Tự do Tổng thống, phần thưởng dân sự cao quý nhất của nước Mỹ, ông cũng được trao bằng tiến sĩ danh dự của Đại học Harvard và Đại học Yale cùng nhiều giải thưởng danh giá khác. Tác phẩm Snake River and Grand Tetons của ông đã được chọn vào trong danh sách 150 bức ảnh về Trái Đất do Đĩa ghi vàng Voyager lưu trữ để phóng vào vũ trụ.

## Tác phẩm

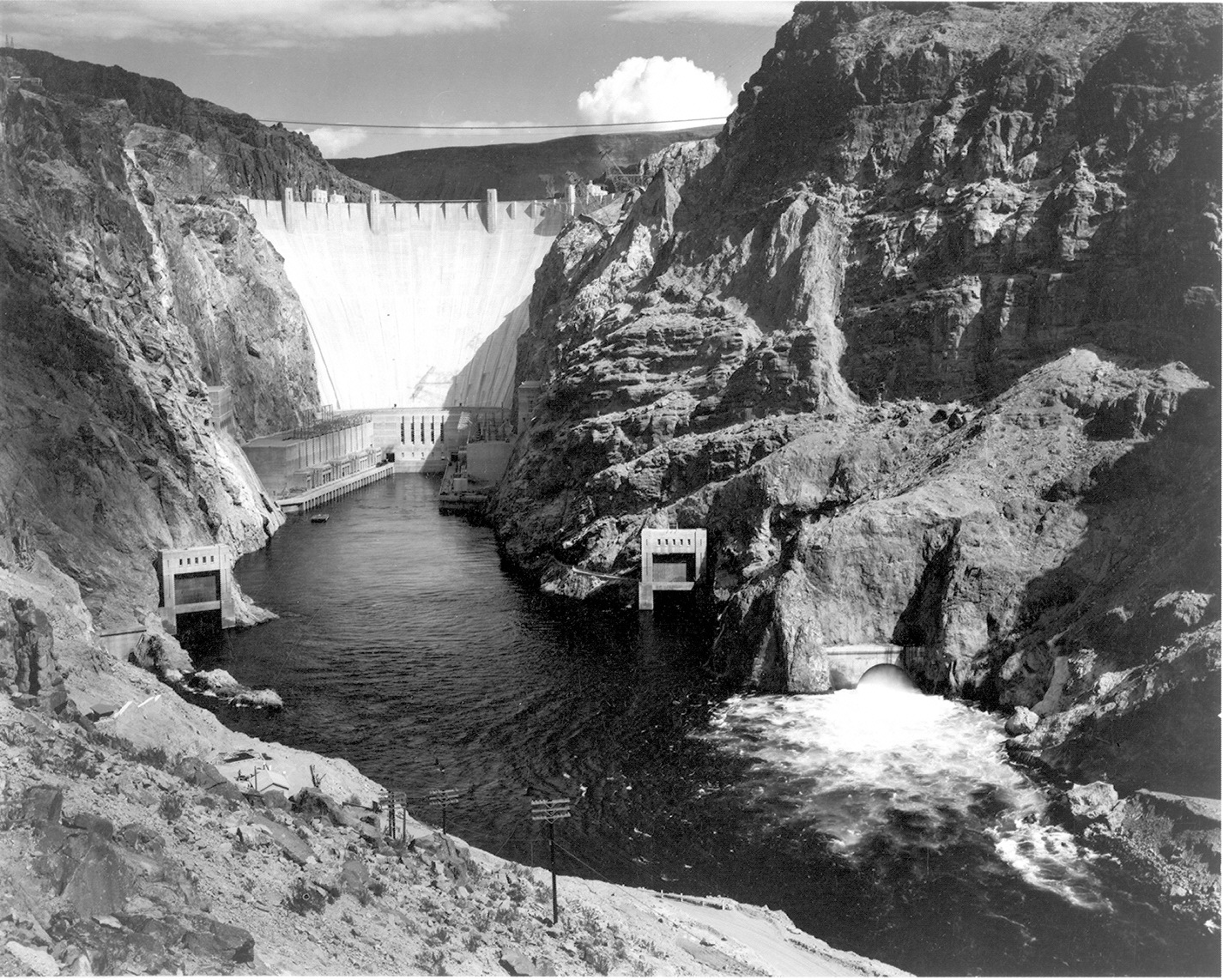
Boulder Dam, 1941 (1941)
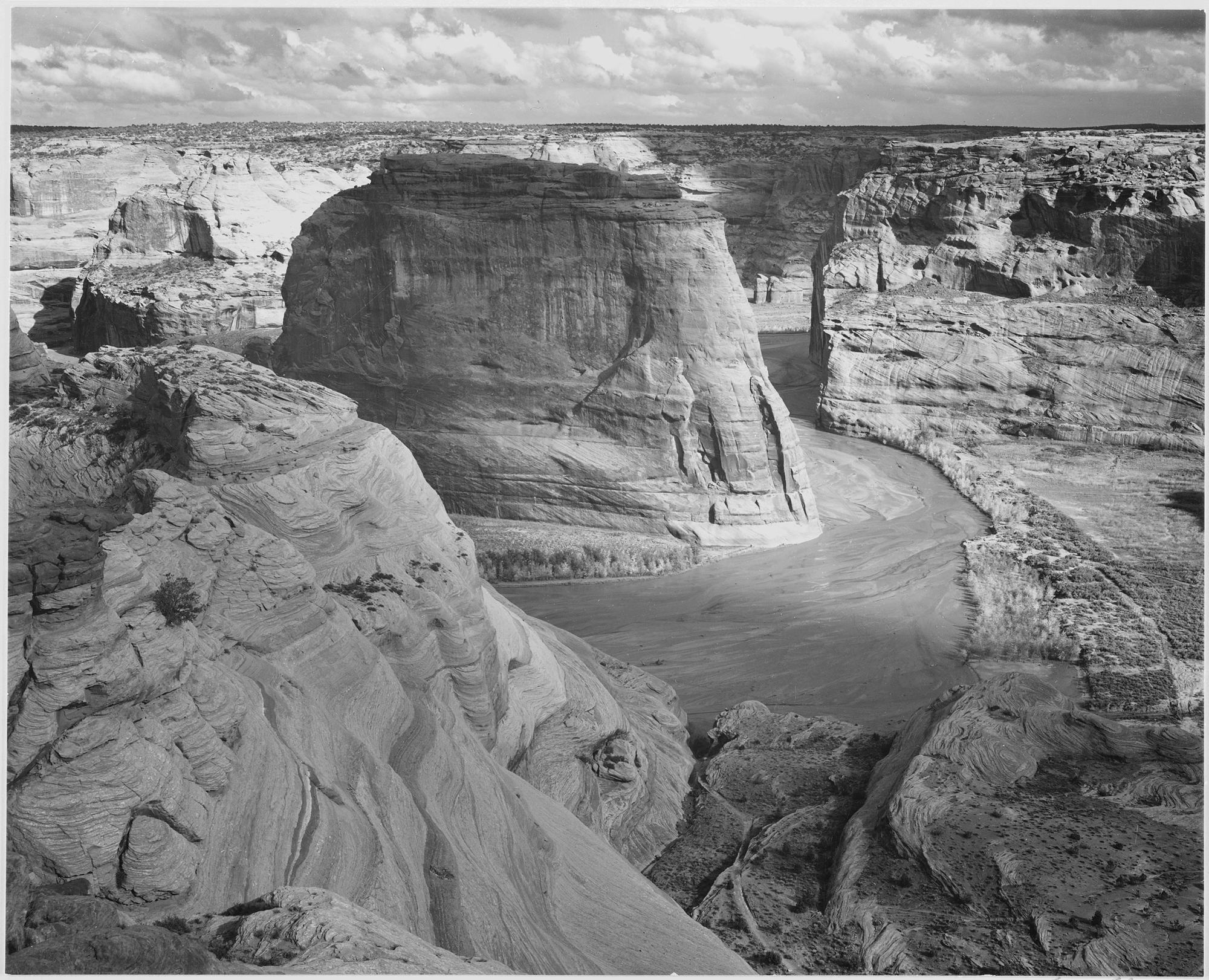
Canyon de Chelly (1941)
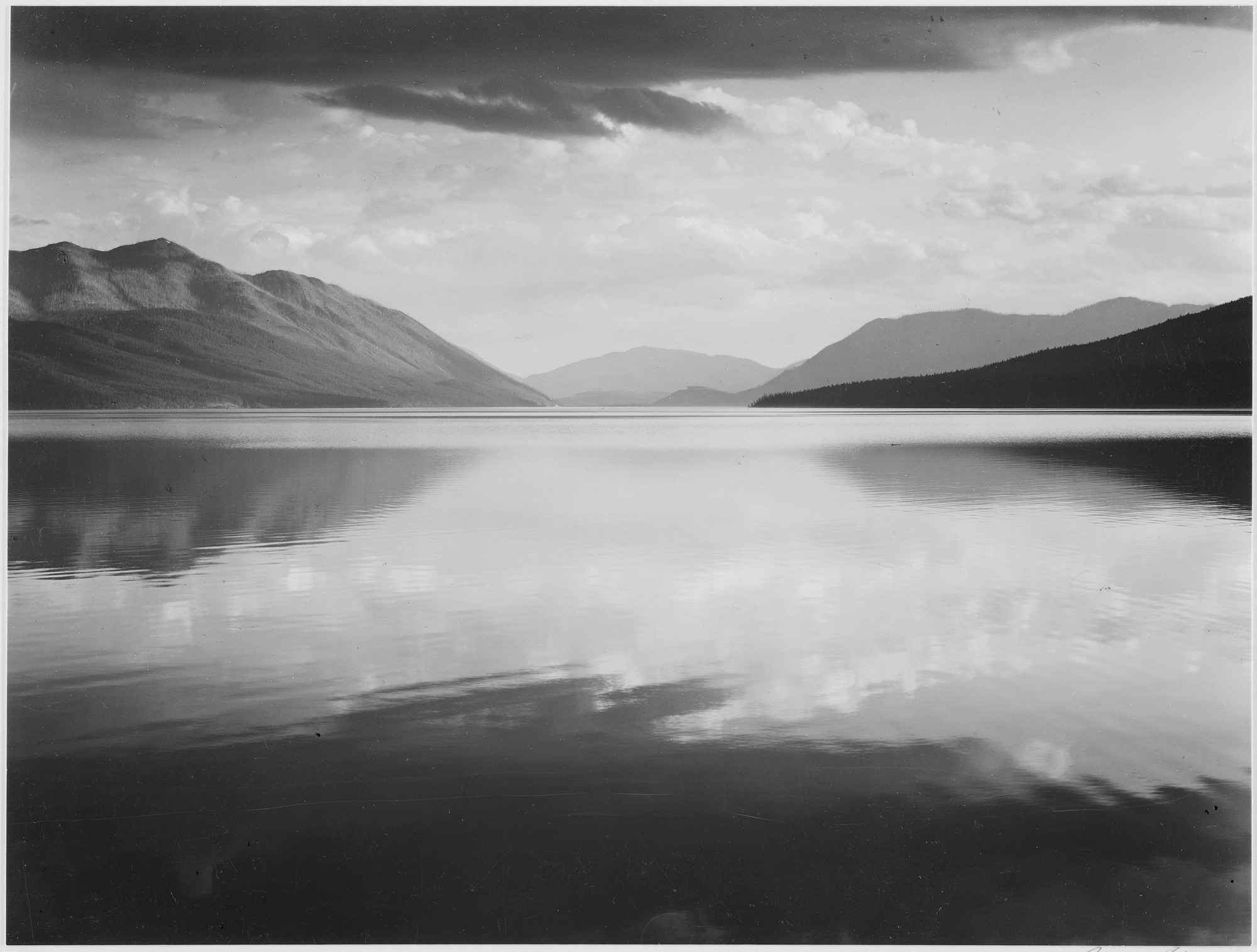
Evening, McDonald Lake, Glacier National Park (1942)
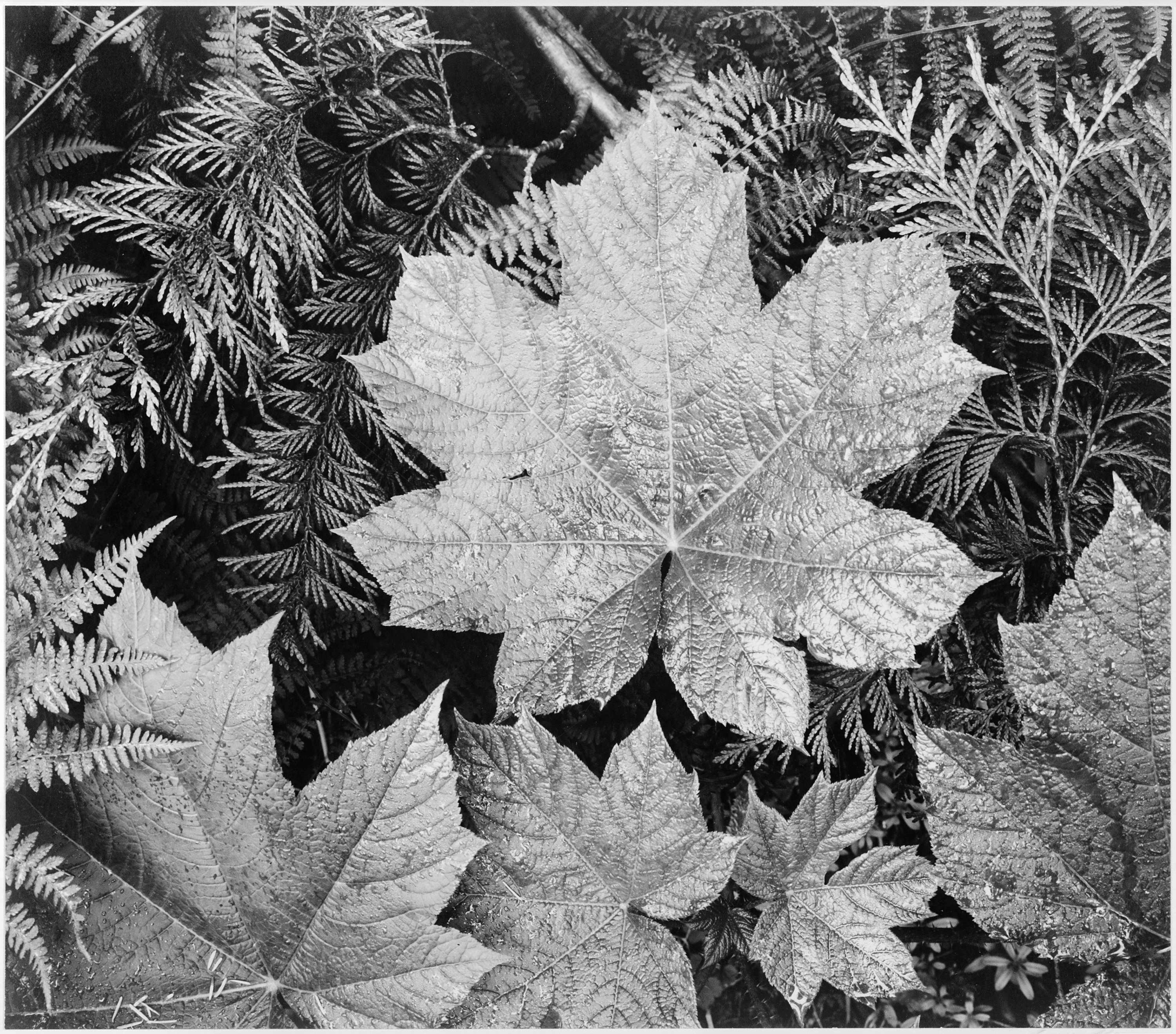
In Glacier National Park (1942)